# Slobodan Škerović
Slobodan Škerović (en cirílico:Слободан Шкеровић, Belgrado, 27 de septiembre de 1954) es un escritor, filósofo y pintor serbio.

## Trayectoria
Estudió en la Academia de Bellas Artes de Düsseldorf y comenzó publicando sus poesías en revistas yugoslavas.
Ha expuesto sus pinturas y miniaturas varias veces en Belgrado, y ha sido editor de las pubicaciones Student y Vidici y participó en el movimientio neovanguardista Signalist en 2001 y participa desde 2007 en "Project Rastko".